# 臺南市私立德光高級中學
臺南市私立德光高級中學，簡稱德光高中或德光中學，是一所位於臺灣臺南市東區的私立完全中學。1963年由聖家獻女傳教修會創辦，並於1970年交由天主教臺南教區接辦。

## 歷史
- 1963年：由天主教會創辦：先設初中部，時名臺南市私立德光女子初級中學。
- 1966年：增設高中部，成為完全中學，更名臺南市私立德光女子高級中學。
- 1968年：增設家事科。
- 1971年：停辦家事科。
- 1972年：為配合九年國教，初中部停辦（1993年始以國中部名義復辦），增設商科。
- 1974年：增設會計統計科及文書事務科。
- 1981年：私立德光幼稚園創校。
- 1985年：諾貝爾和平獎得主德蕾莎修女蒞校演講。
- 1986年：停辦文書事務科，增設幼保科。
- 1987年：增設夜間部補校式延教班（1995年始改稱實用技能班）。
- 1993年：復辦國中部。
- 1995年：愛心媽媽服務團成立。
- 1997年：增設夜間補校幼保科及成人教育第二專長班。
- 1998年：德光文教基金會成立。
- 2000年：高職部全面改制為綜合高中。
- 2003年：停止招收夜間實用技能班新生。
- 2007年：綜合高中部幼保科改為應用外語科(英文組)。
- 2009年：
  - 8月1日起更名為臺南市私立德光高級中學。
  - 高中部及國中部開始招收男生。
  - 綜合高中部應用外語科改為應用英語科。

- 2010年：
  - 德光體育館落成啟用。
- 2015年：
  - 停止招收綜合高中部，招收高一生8班、國一生10班。
  - 圖書館誠品化啟用。
- 2021年：
  - 獲中華民國教育部核定開始招收高中雙語實驗班。
  - 與加拿大薩克齊萬省薩斯卡通市教育局(GSCS)簽署「臺加高中雙聯學制」合作備忘錄。
- 2022年：
  - 「臺加高中雙聯學制」成班，開始上課。
- 2024年：
  - 獲中華民國教育部核定開始招收高中數理實驗班、科技實驗班及人文科學實驗班。
  - 與加拿大安大略省OVS線上高中簽署「臺加高中雙聯學制」合作備忘錄。

## 歷任校長及歷任董事長
| 任次       | 任期時間         | 姓名     |
| 歷任校長   | 歷任校長         | 歷任校長 |
| ---------- | ---------------- | -------- |
| 1          | 1963年 － 1967年 | 李震     |
| 2          | 1967年 － 1972年 | 陳金星   |
| 3          | 1972年 － 1992年 | 鄭再發   |
| 4          | 1992年 － 2017年 | 孫碧芳   |
| 5          | 2017年 － 2019年 | 王文俊   |
| 6          | 2019年 － 現任   | 楊惠娜   |
| 歷任董事長 |                  |          |
| 1          | 1963年 － 1966年 | 羅光     |
| 2          | 1966年 － 1992年 | 成世光   |
| 3          | 1992年 － 1995年 | 王守身   |
| 4          | 1995年 － 2004年 | 鄭再發   |
| 5          | 2004年 － 2024年 | 林吉男   |
| 6          | 2024年 － 現任   | 黃敏正   |

## 校友
- 籃靖玟
- 蘇偉貞
- 何蓓蓓
- 葉芝邑
- 黃郁芬
- 邱怡澍

## 外部連結
- 臺南市私立德光高級中學